# Hieracium montis-porrarae
Hieracium montis-porrarae es una especie de planta con flor del género Hieracium, de la familia Asteraceae, orden Asterales.

## Distribución
Hieracium montis-porrarae se distribuye por Italia.

## Taxonomía
Fue descrita científicamente por Gottschl.